# Fritz Manteuffel
Friedrich "Fritz" Manteuffel (11 de gener de 1875 – 21 d'abril de 1941) va ser un gimnasta alemany que va prendre part en els Jocs Olímpics de 1896, a Atenes i 1900, a París.
El 1896 va tenir poc èxit en les proves individuals, puix va competir en barra fixa, barres paral·leles, cavall amb arcs i salt sobre cavall sense que en cap d'elles quedés entre els medallistes. Amb tot, va guanyar dues medalles d'or formant part de l'equip alemany en les dues proves per equips, les barres paral·leles i la barra fixa.
El 1900 quedà en la 72a posició final de l'única prova de gimnàstica que es disputà.